# Miria (Mali)
Miria è un comune rurale del Mali facente parte del circondario di Sikasso, nella regione omonima.